# Anna Sybille Reventlow
Anna Sybille Reventlow, född Schubart 1753, död 1828, var en dansk grevinna, brevskrivare och filantrop. Hennes korrespondens har blivit publicerad. 
Hon var dotter till Carl Rudolph Schubart och syster till Charlotte Schimmelmann och gifte sig 1778 med greve Johan Ludvig Reventlow. Som gift initierade hon omfattande filantropiska projekt för hälsovård och utbildning på makens gods Brahetrolleborg, vars skötsel hon helt övertog efter hans död.
Sybille Reventlow korresponderade med bland andra Louise Stolberg. Hennes korrespondens publicerades i Efterladte Papirer fra den Reventlowske Familiekreds 1770-1827, vol. 9, av L. Bobé, 1895-1932.